# Roy Del Ruth
Roy Del Ruth (Filadèlfia, Pennsilvània, 18 d'octubre de 1893 - Sherman Oaks, 27 d'abril de 1961), fou un director d'estudi eficient i professional sense un estil particular que va rodar sobretot dins de dos gèneres cinematogràfics ben diferents: el musical i el cinema negre.

## Biografia
Va treballar com a periodista a Filadèlfia abans de col·laborar, a partir del 1915, com a escriptor i posteriorment com a director amb Mack Sennet. El 1925 va ser contractat per la Warner Brothers per la que va rodar múltiples pel·lícules. El 1929 va rodar el musical “The Desert Song” la primera pel·lícula en color produïda per la Warner. Aquell mateix any, Del Ruth va dirigir un altre musical: “Gold Diggers of Broadway” (1929), també en Technicolor, que va suposar un gran èxit.
Aquest èxit li va permetre rodar per a la Warner altres musicals com “Hold Everything” (1930) i “The Life of the Party” (1930). Durant els anys 30 i 40 va filmar diferents títols dels inicis del cinema negre amb enfocament realista, com “The Maltese Falcon” (1931), la primera adaptació d'aquesta novel·la de Dashell Hammet. Altres pel·lícules destacades d'aquella època van ser “Blonde Crazy” (1931), "Taxi!" (1932) o “Lady Killer” (1937), protagonitzades per James Cagney. Altres pel·lícules de cinema negre d'aquella època són “Bureau of Missing Persons” (1933) amb Bette Davis i “Upper World” (1934) amb Ginger Rogers. El 1934 deixa la Warner. En els següents anys signa diferents musicals com "Kid Millions" (1934) per United Artists, "Thanks a Million" (1935) per la 20th Century Fox, o "Broadway Melody of 1936" (1935) i "Born to Dance" (1936) per la MGM.
La direcció de Roy Del Ruth era efectiva malgrat ser essencialment un director de contracte, sense un estil ni visió particular. Sabia explicar la història de la manera més eficaç possible, mantenint els seus plànols ajustats, generalment utilitzant per a les seves escenes primers plans i mitjos plans. Aquest mètode, encara que estàndard, li va permetre rodar multitud de films durant els anys 30, i com a resultat ser un dels dos directors més ben pagats durant la major part de la dècada. Més endavant, després de deixar la MGM, va dirigir i produir diferents pel·lícules menors com "It Happened on 5th Avenue" (1947), "The Babe Ruth Story" (1948) o "Red Light" (1949) i es va acabar especialitzant en pel·lícules de sèrie B de ciència-ficció sense massa èxit.
Estava casat amb l'actriu Winnie Lightner. El seu germà va ser el també director Hampton Del Ruth. Va morir d'un infart miocardíac a Sherman Oaks, Califòrnia als 65 anys.

## Filmografia
- A Lightweight Lover (1920)
- Through the Keyhole (1920)
- Chase Me (1920)
- His Noisy Still (1921)
- Hard Knocks and Love Taps (1921)
- Love and Doughnuts (1921)
- Be Reasonable (1921)
- By Heck (1921)
- Bright Eyes (1921)
- The Duck Hunter (1922)
- Gymnasium Jim (1922)
- Ma and Pa (1922)
- When Summer Comes (1922)
- Nip and Tuck (1923)
- Skylarking (1923)
- Asleep at the Switch (1923)
- Flip Flops (1923)
- Smile Please (1924)
- Shanghaied Lovers (1924)
- The Hollywood Kid (1924)
- The Cat's Meow (1924)
- His New Mamma (1924)
- A Deep Sea Panic (1924)
- The Masked Marvel (1924)
- Head Over Heels (1925)
- Eve's Lover (1925)
- Hogan's Alley (1925)
- Three Weeks in Paris (1925)
- The Man Upstairs (1926)
- The Little Irish Girl (1926)
- Footloose Widows (1926)
- Across the Pacific (1926)
- Wolf's Clothing (1927)
- The First Auto (1927)
- If I Were Single (1927)
- Ham and Eggs at the Front (1927)
- Powder My Back (1928)
- Five and Ten Cent Annie (1928)
- The Terror (1928)
- Beware of Bachelors (1928)
- Conquest (1928)
- The Desert Song (1929)
- The Hottentot (1929)
- Gold Diggers of Broadway (1929)
- The Aviator (1929)
- Hold Everything (1930)
- The Second Floor Mystery (1930)
- Three Faces East (1930)
- The Life of the Party (1930)
- Divorce Among Friends (1930)
- My Past (1931)
- The Maltese Falcon (1931)
- Side Show (1931)
- Blonde Crazy (1931)
- Taxi! (1932)
- Beauty and the Boss (1932)
- Winner Take All (1932)
- Blessed Event (1932)
- Employees' Entrance (1933)
- The Mind Reader (1933)
- The Little Giant (1933)
- Captured! (1933)
- Bureau of Missing Persons (1933)
- Lady Killer (1933)
- Upperworld (1934)
- Bulldog Drummond Strikes Back (1934)
- Kid Millions (1934)
- Broadway Melody of 1936 (1935)
- Thanks a Million (1935)
- Folies-Bergère de Paris (1935)
- It Had to Happen (1935)
- Private Number (1936)
- Born to Dance (1936)
- On the Avenue (1937)
- Broadway Melody of 1938 (1937)
- Happy Landing (1938)
- My Lucky Star (1938)
- Tail Spin (1939)
- The Star Maker (1939)
- Here I Am a Stranger (1939)
- He Married His Wife (1940)
- Topper Returns (1941)
- The Chocolate Soldier (1941)
- Maisie Gets Her Man (1942)
- I Married an Angel (1942)
- Panama Hattie (1942)
- Du Barry Was a Lady (1943)
- Presenting Lily Mars (escenes addicionals) (1943)
- Broadway Rhythm (1944)
- Barbary Coast Gent (1944)
- Ziegfeld Follies (1946)
- It Happened on 5th Avenue (1947)
- The Babe Ruth Story (1948)
- Red Light (1949)
- Always Leave Them Laughing (1949)
- The West Point Story (1950)
- On Moonlight Bay (1951)
- Starlift (1951)
- About Face (1952)
- Stop, You're Killing Me (1952)
- Three Sailors and a Girl (1953)
- Phantom of the Rue Morgue (1954)
- The Alligator People (1959)
- Why Must I Die? (1960)